# Hydroscapha hunanensis
Hydroscapha hunanensis is een keversoort uit de familie Hydroscaphidae. De wetenschappelijke naam van de soort werd voor het eerst geldig gepubliceerd in 1948 door Pu.